# Gondenans-les-Moulins
Gondenans-les-Moulins – miejscowość i gmina we Francji, w regionie Burgundia-Franche-Comté, w departamencie Doubs.
Według danych na rok 1990 gminę zamieszkiwały 54 osoby, a gęstość zaludnienia wynosiła 14 osób/km² (wśród 1786 gmin Franche-Comté Gondenans-les-Moulins plasuje się na 689. miejscu pod względem liczby ludności, natomiast pod względem powierzchni na miejscu 895.).